# Knowle, West Midlands
Knowle är en ort i distriktet Solihull, i Storbritannien. Den ligger i grevskapet West Midlands och riksdelen England, i den södra delen av landet, 150 km nordväst om huvudstaden London. Antalet invånare är 10 823. Knowle var en civil parish 1866–1932 när blev den en del av Solihull Urban, Balsall och Lapworth. Civil parish hade 2 982 invånare år 1931.